# Sisyrinchium tofoense
Sisyrinchium tofoense är en irisväxtart som beskrevs av Pierfelice Ravenna. Sisyrinchium tofoense ingår i släktet gräsliljor, och familjen irisväxter. Inga underarter finns listade i Catalogue of Life.